# Клеоним
Клеоним (др.-греч. Κλεώνυμος) — древнегреческий афинский политический деятель, демагог и полководец времён Пелопоннесской войны, сподвижник Клеона, ставший предметом насмешек в древнегреческих комедиях. Сообщения о Клеониме имеются в исторических источниках, датированных 426—415 годами до н. э. Даты жизни и сколько-нибудь значительные подробности биографии Клеонима неизвестны.
Первое известное сообщение о Клеониме датировано июлем 426 года до н. э., когда он ходатайствовал о втором соглашении в пользу области Метоне во Фракии. В 426/425 году до н. э. он внёс предложение повысить данные поборы с участников  Афинского морского союза. В 415 году до н. э. он очень активно участвовал в расследовании преступлений, связанных с осквернением афинских герм, и обещал тем, кто предоставит информацию о преступниках, вознаграждение в размере 1000 драхм.
Современные ему поэты-комедиографы, в частности, Аристофан, очень часто высмеивали Клеонима в своих сочинениях, а его имя стало нарицательным для обозначения типа хвастуна и труса. На основе силы и частоты этих нападок в комедиях можно сделать вывод, что Клеоним был важным представителем демократической партии Афин. Аристофан характеризовал его как «большого, толстого, прожорливого и хвастливого»; кроме того, он, как говорится в комедиях, являлся скрягой, мошенником и трусом. Часто поэт использовал для достижения юмористического эффекта мотив, что Клеоним в битве — вероятно, при поражении делоссцев в 424 году до н. э. — уронил во время боя свой щит и бежал, за что был заклеймён как трус. На сегодняшний день невозможно определить, насколько все эти нападки соответствовали истине, однако, вероятно, изображение Клеонима у Аристофана содержит сильные преувеличения. Этот поэт упоминал Клеонима в последний раз в 414 году до н. э. в своей комедии «Птицы». Таким образом, высмеивавшийся политик на тот момент мог уже либо уйти из политики, либо умереть.